# César David Adolfo Ham Peña
César David Adolfo Ham Peña (* 23. Juli 1973) ist Parlamentsabgeordneter in Honduras.
Ham wurde 2005 zum zweiten Mal für die Legislaturperiode 2006 bis 2010 in das Parlament von Honduras gewählt. Ham war im Leitungsgremium der Partido Unificación Democrática (PUD). Ende Januar 2009 wurde Ham vorgeworfen zwei Fahrzeuge mit einer Steuerbefreiung für Abgeordnete nach Honduras eingeführt zu haben. Ham wurde am 9. März 2009 aus der PUD ausgeschlossen. Ham befürwortete die Aufstellung einer vierten Wahlurne, in welcher bei der Wahl am 29. November 2009 in Honduras darüber abgestimmt werden sollte, ob das an diesem Tag gewählte Parlament einer verfassungsgebende Versammlung sein soll.
Nach dem Putsch am 28. Juni 2009 hatte Notimex irrtümlich die Meldung von Hams Ermordung bei der Gefangennahme weitergegeben. Einige Parlamentsabgeordnete der PUD wurde durch Truppen der De-facto-Regierung eingekesselt und abgedrängt, als sie das Parlamentsgebäude, betreten wollten. Eine Besetzung der Legislative durch die Exekutive, welche nach der Verfassung von Honduras Landesverrat darstellt konnte nicht nachgewiesen werden. Er lebt in Residencial Santa Fé.